# Гитович, Александр Ильич
Алекса́ндр Ильи́ч Гито́вич (1 марта 1909, Смоленск — 9 августа 1966, Ленинград) — русский поэт, переводчик китайской и корейской литературы (таких авторов, как Цюй Юань, Ли Бо, Ду Фу, Ван Вэй, Го Можо и Мао Цзэдун). 

## Жизненный путь
Родился в семье Ильи Ефимовича (Ельи Хаимовича) Гитовича — служащего лесопильного завода Геллера. Брат чеховеда Нины Гитович (1903—1994). Печататься начал, будучи школьником, в смоленских газетах «Рабочий путь» и «Юный товарищ».
В 1927 году окончил школу, принят в члены Смоленской ассоциации пролетарских писателей (САПП). Вскоре уехал в Ленинград. Учился (недолго) на географическом факультете ЛГУ. Служил в РККА (1931—1932). С 1937 года руководил объединением молодых поэтов при Ленинградском отделении Союза писателей. Заведующий отделом поэзии журнала «Литературный современник» (1938—1940).
Участник Великой Отечественной войны, военный корреспондент фронтовых газет.
Около 20 лет отдал переводам классических и современных поэтов Кореи и Китая. Труды были изданы в книге «Из китайской и корейской поэзии», вышедшей в Москве в 1958 году объёмом больше пятисот страниц.
Умер Александр Гитович на даче в Комарово 9 августа 1966 года в восемь вечера от сердечного приступа. Похоронен на Комаровском поселковом кладбище.

## Даниил Гранин об Александре Гитовиче
В некрологе 1966 года Даниил Гранин сообщает некоторые подробности из жизни Гитовича:

«Последнее вдохновение, не знаю, какое по счёту, посетило его в нынешний и прошлый год. Стихи его нравились мне всё больше. Перед самой смертью он быстро, накатило на него — может за пару месяцев, может ещё меньше, написал тридцать стихотворений. Некоторые из них превосходны. Он не очень любил читать свои стихи. И никогда при мне сам не просил читать. И никогда не расходился, его всегда надо было просить ещё, ещё. Может быть, потому, что он не считал стихи своим главным делом. Хотя любил поэзию навзрыд. Но, может быть, он был из тех истинных поэтов, которые не считают, что главное в поэзии написать стихи. Они писались у него сами собой, постольку поскольку, и кроме того, надо было жить. Он был из тех поэтов, которые не могут писать всегда и везде. У него были многолетние перерывы. Тогда он переводил. И всё равно он оставался Гитовичем. Он не войдёт в число великих стихотворцев, но он был великий поэт, или, вернее, настоящий поэт по своей жизни и по своей сути. Он жил поэтом. Да, это была редкостная в наше время жизнь поэтом. С таким пренебрежением к деньгам, которых у него не было, к обстановке, к удобствам. Он жил в дощатой „будке“, как называли они с Ахматовой свои литфондовские домишки, жил в ней круглый год. Зимой там был холодильник, прогреть, протопить её было невозможно, я пришёл к нему с лыж — раздеться не мог, такая там температура. Из этой стужи он писал свои воспоминания „Зимние послания друзьям“. С годами он всё больше походил на отшельника — жизнь его сосредотачивалась на внутренней жизни духа».

## Семья
Племянница — Ирина Евгеньевна Гитович (1938—2021), чеховед.

## Сочинения
- Мы входим в Пишпек: Стихи / Обл. Мих. Троицкого. — М.; Л.: ЛАПП — Огиз — Гос. изд-во худ. лит-ры, 1931. — 62, [2] с. — (Современная пролетарская литература).
- От севера к югу: [Стихи]. — Л.: Ленгихл, 1933. — 91 с.
- Артполк: Стихи. — [Л.]: Гихл, 1934. — 61 с.
  - То же. 2-е изд., доп. — Л.: Гослитиздат, 1935. — 77, [3] с.
- Стихи. (1928—1934) / Обл.: Н. К. Фан-дер-Флип Бриммер. — [Л.]: Мол. гвардия, 1934. — 137, [3] с.
- День отплытия: Стихи. — Л.: Гослитиздат, 1936. — 87 с.
- Стихи. — [М.; Л.]: Сов. писатель, 1937. — 104 с.
- Книга стихов. — Л.: Гослитиздат, 1938. — 136 с.
- Город в горах: Поэма. — Л.: Сов. писатель, 1939. — 32 с.
- Фронтовые стихи. — Л.: Гослитиздат, 1943. — 34 с.
- Стихи военного корреспондента. — [М.]: Сов. писатель, 1947. — 96 с.
- Мы видели Корею: [Очерки]. — Л.: Мол. гвардия, 1948. — 152 с. (В соавторстве с Б. Бурсовым.)
  - Мы видели Корею: Путевые заметки о Сев. Корее. 2-е изд. — [Л.]: Лениздат, 1948. — 148 с. (В соавторстве с Б. Бурсовым.)
- Фронтовые стихи. — Л.: Гослитиздат, 1948. — 31 с.
- Стихи о Корее. — Л.: Сов. писатель, 1950. — 75 с.
- Стихотворения. — [Л.]: Лениздат, 1950. — 144 с.
- Под звёздами Азии: [Стихи]. — Л.: Сов. писатель, 1955. — 184 с.
- Звезда над рекой: [Стихи] / [Предисл. А. Македонова]. — М.; Л.: Сов. писатель, 1962. — 255 с.
- Зимние послания друзьям: Стихи. — М.; Л.: Сов. писатель, 1965. — 163 с.
- Стихотворения. — М.; Л.: Худ. лит., 1966. — 290 с.
- Дорога света: Стихи. — [Л.: Сов. писатель, 1968]. — 207 с.
- Пиры в Армении: Стихи. 1944—1966 / [Предисл. Л. М. Мкртчяна]. — Ереван: Айастан, 1968. — 103 с.
- Стихотворения. — Л.: Лениздат, 1968. — 239 с.
- Избранное. — Л.: Сов. писатель, 1973. — 382 с.
- Избранное / [Худож. М. Е. Новиков]. — Л.: Лениздат, 1978. — 352 с.
- Стихотворения / [Вступ. статья В. Шефнера]. — Л.: Худ. лит., 1982. — 200 с. — (Б-ка сов. поэзии).